# Круглянська сільська рада (Угловський район)
Кругля́нська сільська рада (рос. Круглянский сельский совет) — сільське поселення у складі Угловського району Алтайського краю Росії.
Адміністративний центр — село Кругле.

## Населення
Населення — 933 особи (2019; 1068 в 2010, 1243 у 2002).

## Склад
До складу сільської ради входять:
| Населений пункт       | Населення, осіб (2002) | Населення, осіб (2010) |
| --------------------- | ---------------------- | ---------------------- |
| Кругле, село          | 815                    | 764                    |
| Куйбишево, село       | 314                    | 213                    |
| Перші Коростелі, село | 114                    | 91                     |